# Noé Bom
Noé Bom (* 24. Juli 2006) ist ein deutsch-kamerunischer Basketballspieler.

## Werdegang
Bom, der väterlicherseits kamerunischer Abstammung ist, spielte in der Jugend des Hamburger Vereins Niendorfer TSV sowie für die BG Halstenbek/Pinneberg und die BG Hamburg West. In den Spielzeiten 2019/20 und 2020/21 gehörte er zur Mannschaft des SC Rist Wedel in der Jugend-Basketball-Bundesliga. Er wechselte in den Nachwuchs der Hamburg Towers und wurde 2022 Mitglied der Mannschaft der Hanseaten in der Nachwuchs-Basketball-Bundesliga. Dort spielte er zeitweise wie auch zuvor in Wedel an der Seite seines älteren Bruders Jules.
Im Sommer 2023 erhielt Bom einen Platz im Aufgebot von Rist Wedel und sicherte sich während des Spieljahres 2023/24 gleich nennenswerte Einsatzzeit in der 2. Bundesliga ProB. Des Weiteren wurde er Mitglied im erweiterten Kader des Bundesligisten Hamburg Towers. Im Januar 2024 beging Bom in einem Spiel des europäischen Vereinswettbewerbs EuroCup seinen Einstand in der Profimannschaft der Hamburger. Wenige Tage später wurde er auch erstmals in der Basketball-Bundesliga eingesetzt. Es waren seine einzigen beiden Einsätze für die Hamburg Towers während des Spieljahres 2023/24. In der 2. Bundesliga ProB brachte er es für Wedel während derselben Saison auf einen Mittelwert von 8,4 Punkten je Begegnung. Er verließ Hamburg und Wedel im Anschluss an das Spieljahr.
Im Sommer 2024 wechselte Bom gemeinsam mit seinem älteren Bruder Jules zum Bundesligisten Basketball Löwen Braunschweig und wurde gleichzeitig mit einer Spielberechtigung für die Regionalliga-Mannschaft der SG Braunschweig ausgestattet.

### Nationalmannschaft
Im Sommer 2024 bestritt er Länderspiele für die deutsche U18-Nationalmannschaft. Im Februar 2025 wurde Bom in das erweiterte Aufgebot der kamerunischen U19-Nationalmannschaft berufen, um anschließend im selben Jahr mit der Auswahl an der U19-Weltmeisterschaft in der Schweiz teilzunehmen.